# Рулевичи
Ру́левичи (бел. Ру́левічы) — деревня в Лидском районе Гродненской области Белоруссии, входит в состав Ваверского сельсовета. Расположена в 22 км от города Лида, в 108 км от Гродно. В 2015 году в деревне проживало 14 человек.

## История
В 1861 году деревня в составе Мытлянской волости Лидского уезда Виленской губернии и была частью имения Дитва, которым владел помещик Рассудовский.
В сентябре 1915 года была оккупирована германскими войсками во время Первой мировой войны. С января 1919 года в составе БССР. С апреля 1919 года захвачена польским войском. В июле 1920 года была освобождена Красной Армией, но в сентябре этого же года снова захвачена. С 1921 года в составе Польши в Новогрудском воеводстве. В 1939 году снова в составе БССР.
C конца июня 1941 года по середину июля 1944 года была оккупирована немецко-фашистскими войсками.
С 1979 года в составе колхоза имени Крупской. С 2003 года в составе агропредприятия «Вавёрка», с 2004 года в сельскохозяйственном производственном кооперативе «Свитанок», с 2005 года — «Свитанок-Мыто»

## Инфраструктура
В 1992 году в деревне работали ферма крупного рогатого скота и магазин.